# Aeropuerto de Estrasburgo
El Aeropuerto de Estrasburgo (en francés: Aéroport de Strasbourg) (IATA: SXB, OACI: LFST) es un aeropuerto de Francia.
Se encuentra en la comuna de Entzheim, a unos 12 km del centro de Estrasburgo.
Tiene establecidas rutas regulares con las siguientes compañías y destinos:

## Reducción del número de pasajeros
Se observó una disminución del tráfico después de que Ryanair suspendiera el servicio en 2004 después de que un tribunal declarara que la aerolínea había recibido subvenciones ilegales del aeropuerto.
Después de la apertura de la nueva línea de tren de alta velocidad LGV Est de París a Estrasburgo, se produjo un importante descenso en el uso de avión, pero desde 2011, el tráfico en el aeropuerto ha crecido. Sin embargo, Air France dejó de operar la ruta entre Estrasburgo y París-Charles de Gaulle el 2 de abril de 2013, transfiriendo los pasajeros a los servicios ferroviarios operados como tgvair. En 2016 el tiempo de viaje en ferrocarril entre París y Estrasburgo se reduce a menos de 1,48 h cuando se inaugura la segunda fase de la línea de alta velocidad.
Además, Lufthansa ofrece el servicio Lufthansa Airport Bus de autocar entre Estrasburgo y el Aeropuerto de Fráncfort, independientemente de la línea aérea con la que vuele el pasajero.

## Aerolíneas y destinos

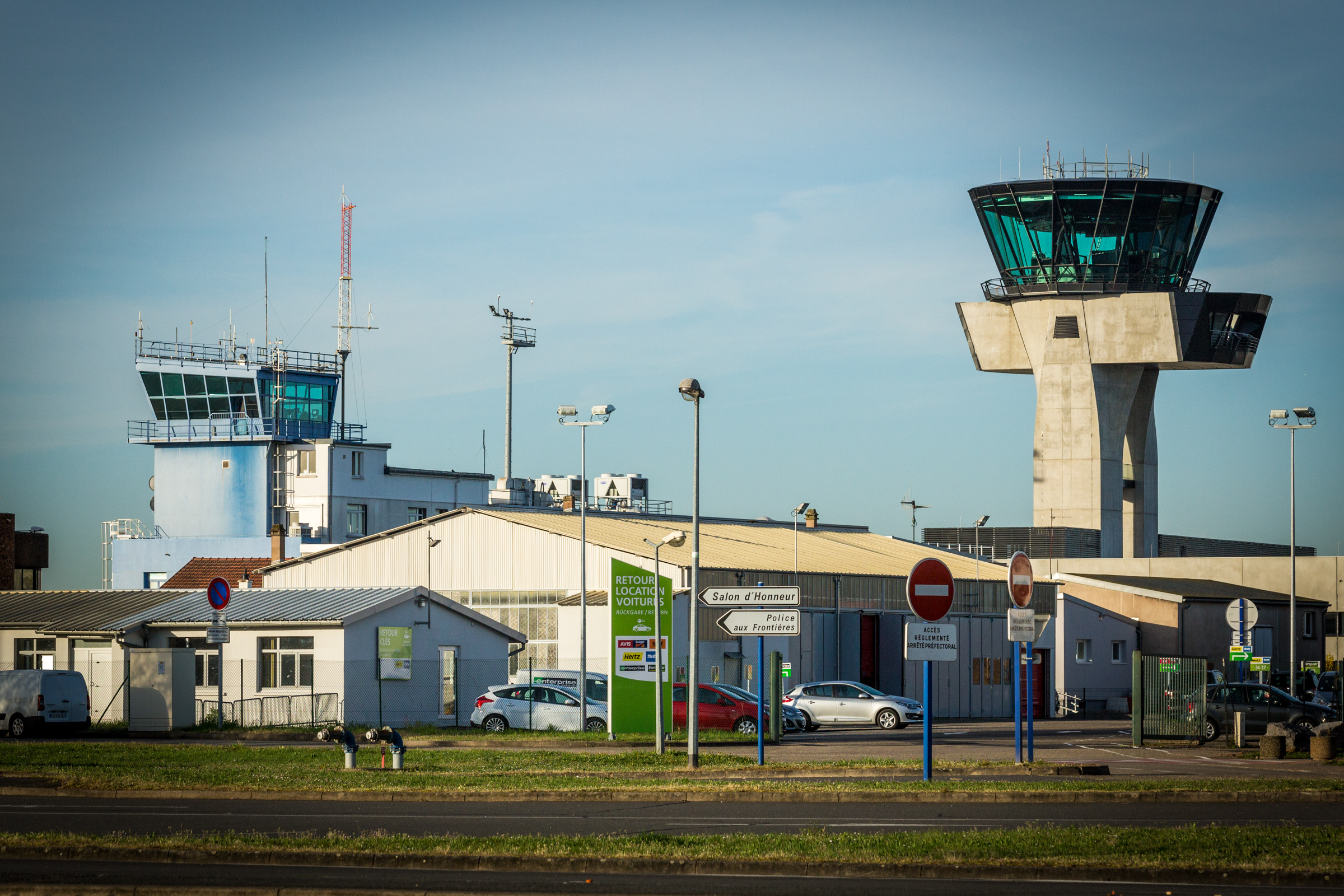
Torre de control del aeropuerto.

### Destinos nacionales
| Aerolíneas | Destinos |
| ---------- | --- |
| Air France | Ajaccio (estacional), Figari (estacional), Lyon, Toulouse (estacional)                                                                                             |
| Volotea    | Ajaccio (estacional), Bastia (estacional), Biarritz (estacional), Burdeos, Figari (estacional) Lourdes (estacional), Marsella, Montpellier, Nantes, Niza, Toulouse |

### Destinos internacionales
| Ciudades por países | Nombre del aeropuerto                                  | Aerolíneas                                    | Aeronaves    |        |
| África              | África                                                 | África                                        | África       | África |
| ------------------- | ------------------------------------------------------ | --------------------------------------------- | ------------ | ------ |
| Argelia             |                                                        |                                               |              |        |
| Argel               | Aeropuerto Internacional Houari Boumedienne            | Tassili Airlines                              |              |        |
| Constantina         | Aeropuerto Internacional Mohamed Boudiaf               | Tassili Airlines                              |              |        |
| Marruecos           |                                                        |                                               |              |        |
| Agadir              | Aeropuerto de Agadir-Al Massira                        | Ryanair (estacional)                          | B737         |        |
| Casablanca          | Aeropuerto Internacional Mohammed V                    | Royal Air Maroc                               | E-190AR      |        |
| Fez                 | Aeropuerto de Fez-Saïss                                | Air Arabia Maroc                              | A320-214     |        |
| Marrakech           | Aeropuerto de Marrakech-Menara                         | Volotea                                       | A3xxceo      |        |
| Nador               | Aeropuerto Internacional de Nador                      | Air Arabia Maroc                              | A320-214     |        |
| Túnez               |                                                        |                                               |              |        |
| Djerba              | Aeropuerto Internacional de Djerba-Zarzis              | Nouvelair (estacional)                        | A320-200     |        |
| Túnez               | Aeropuerto Internacional de Túnez-Cartago              | Nouvelair (estacional) Tunisair               | A320-200     |        |
| Europa              |                                                        |                                               |              |        |
| Alemania            |                                                        |                                               |              |        |
| Fráncfort del Meno  | Aeropuerto de Fráncfort del Meno                       | LOT Polish Airlines Lufthansa                 |              |        |
| Bélgica             |                                                        |                                               |              |        |
| Bruselas            | Aeropuerto de Bruselas                                 | Brussels Airlines                             | A3xx         |        |
| España              |                                                        |                                               |              |        |
| Barcelona           | Aeropuerto Josep Tarradellas Barcelona-El Prat         | Volotea                                       | A3xxceo      |        |
| Gran Canaria        | Aeropuerto de Gran Canaria                             | Volotea                                       | A3xxceo      |        |
| Madrid              | Aeropuerto Adolfo Suárez Madrid-Barajas                | Iberia Regional                               |              |        |
| Palma de Mallorca   | Aeropuerto de Palma de Mallorca                        | Volotea (estacional)                          | A3xxceo      |        |
| Grecia              |                                                        |                                               |              |        |
| Atenas              | Aeropuerto Internacional Eleftherios Venizelos         | Aegean Airlines Volotea (estacional)          | A32x A3xxceo |        |
| Corfú               | Aeropuerto Internacional de Corfú-Ioannis Kapodistrias | Volotea (estacional)                          | A3xxceo      |        |
| Italia              |                                                        |                                               |              |        |
| Olbia               | Aeropuerto de Olbia-Costa Smeralda                     | Volotea (estacional)                          | A3xxceo      |        |
| Palermo             | Aeropuerto de Palermo-Punta Raisi                      | Volotea (estacional)                          | A3xxceo      |        |
| Roma                | Aeropuerto de Roma-Fiumicino                           | Volotea                                       | A3xxceo      |        |
| Países Bajos        |                                                        |                                               |              |        |
| Ámsterdam           | Aeropuerto de Ámsterdam-Schipol                        | Air France (operado por Amelia International) |              |        |
| Polonia             |                                                        |                                               |              |        |
| Varsovia            | Aeropuerto de Varsovia-Chopin                          | LOT Polish Airlines (vía FRA)                 |              |        |
| Portugal            |                                                        |                                               |              |        |
| Oporto              | Aeropuerto de Oporto-Francisco Sá Carneiro             | Ryanair                                       | B737         |        |
| Rumania             |                                                        |                                               |              |        |
| Bucarest            | Aeropuerto Internacional de Bucarest-Henri Coandă      | TAROM                                         |              |        |
| Turquía             |                                                        |                                               |              |        |
| Estambul            | Aeropuerto de Estambul                                 | Turkish Airlines                              | B737         |        |

## Tráfico y estadísticas

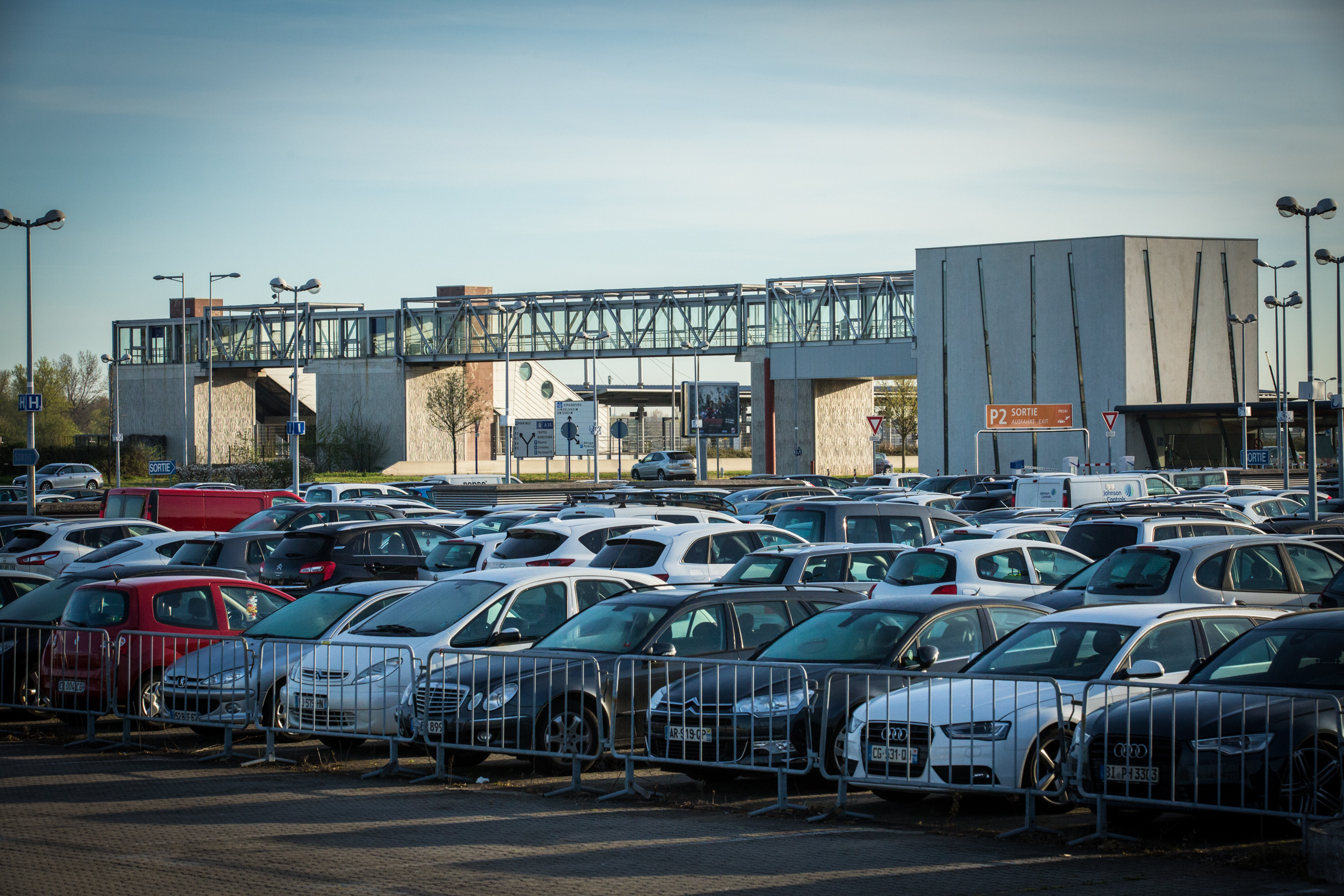
Pasarela que conecta el aeropuerto a la Estación Entzheim-Aéroport

Red ferroviaria del Gran Este

Ver fuente y consulta Wikidata.
| Évolution del tráfico de pasajeros | Évolution del tráfico de pasajeros | Évolution del tráfico de pasajeros | Evolución del tráfico de carga | Evolución del tráfico de carga |
| Año                                | Pasajeros                          | Evolución                          | Toneladas                      | Variación                      |
| ---------------------------------- | ---------------------------------- | ---------------------------------- | ------------------------------ | ------------------------------ |
| 2015                               | 1 190 389                          | + 2,0 %                            | 73                             | - 22,3 %                       |
| 2014                               | 1 167 612                          | - 1,1 %                            | 93                             | - 48,6 %                       |
| 2013                               | 1 181 149                          | + 1,3 %                            | 181                            | - 12,9 %                       |
| 2012                               | 1 166 100                          | + 7,9 %                            | 208                            | + 15,3 %                       |
| 2011                               | 1 080 000                          | + 1,8 %                            | 188                            | - 13,8 %                       |
| 2010                               | 1 060 000                          | - 4,5 %                            | 218                            | - 19 %                         |
| 2009                               | 1 109 000                          | - 16,8 %                           | 269                            | - 26,3 %                       |
| 2008                               | 1 333 000                          | - 23,2 %                           | 365                            | - 33,1 %                       |
| 2007                               | 1 737 000                          | - 14,7 %                           | 546                            | - 8,8 %                        |
| 2006                               | 2 036 000                          | + 5,8 %                            | 599                            | - 4 %                          |
| 2005                               | 1 923 000                          | + 0,2 %                            | 624                            | + 3,5 %                        |
| 2004                               | 1 919 000                          | - 5,8 %                            | 603                            | - 13,8 %                       |
| 2003                               | 2 038 000                          | + 2,2 %                            | 700                            | - 6,9 %                        |
| 2002                               | 1 994 000                          | - 4,5 %                            | 752                            | - 23,3 %                       |
| 2001                               | 2 090 000                          | + 3,8 %                            | 980                            | + 7,7 %                        |
| 2000                               | 2 012 000                          | - 9,6 %                            | 910                            | - 32,4 %                       |
| 1999                               | 2 226 000                          | + 5 %                              | 1346                           | - 44,3 %                       |
| 1998                               | 2 120 000                          | + 2,3 %                            | 2418                           | - 44,9 %                       |
| 1997                               | 2 072 000                          | + 2,9 %                            | 4310                           | - 33,6 %                       |
| 1996                               | 2 013 000                          | + 13,8 %                           | 6492                           | + 6,7 %                        |
| 1995                               | 1 768 000                          | + 6,4 %                            | 6081                           | -                              |
| 1994                               | 1 661 000                          | + 3,9 %                            | -                              | -                              |
| 1993                               | 1 598 000                          | + 3,2 %                            | -                              | -                              |
| 1992                               | 1 547 000                          | + 13,3 %                           | -                              | -                              |
| 1991                               | 1 365 000                          | - 10,1 %                           | -                              | -                              |
| 1990                               | 1 519 000                          | + 7,8 %                            | -                              | -                              |
| 1989                               | 1 408 000                          | + 14,3 %                           | -                              | -                              |
| 1988                               | 1 232 000                          | + 10,3 %                           | -                              | -                              |
| 1987                               | 1 116 000                          | + 15,7 %                           | -                              | -                              |
| 1986                               | 964 000                            | -                                  | -                              | -                              |